# Остхаузен-Вилферсхаузен
Остхаузен-Вилферсхаузен (њем. Osthausen-Wülfershausen) општина је у њемачкој савезној држави Тирингија. Једно је од 44 општинска средишта округа Илм. Посједује регионалну шифру (AGS) 16070041.

## Географски и демографски подаци
Просјечна надморска висина је 345 метара. Површина општине износи 14,8 km². У општини живи 537 становника. Просјечна густина становништва износи 36 становника/km².

## Међународна сарадња
| Мјесто | Држава    | Врста сарадње | Од    |
| ------ | --------- | ------------- | ----- |
|        | Француска | партнерство   | 1994. |
|        | Чешка     | пријатељство  | 1994. |
| Извор  |           |               |       |